# Canthigaster
A Canthigaster a sugarasúszójú halak (Actinopterygii) osztályába, ezen belül a gömbhalalakúak (Tetraodontiformes) rendjébe és a gömbhalfélék (Tetraodontidae) családjába tartozó Canthigasterinae alcsalád egyetlen neme.

## Rendszerezés
A nembe az alábbi fajok tartoznak:
- Canthigaster amboinensis
- Canthigaster bennetti
- Canthigaster callisterna
- Canthigaster capistrata
- Canthigaster compressa
- Canthigaster coronata
- Canthigaster cyanetron
- Canthigaster epilampra
- Canthigaster figueiredoi
- Canthigaster flavoreticulata
- Canthigaster inframacula
- Canthigaster investigatoris
- Canthigaster jactator
- Canthigaster jamestyleri
- Canthigaster janthinoptera
- Canthigaster leoparda
- Canthigaster margaritata
- Canthigaster marquesensis
- Canthigaster natalensis
- Canthigaster ocellicincta
- Canthigaster papua
- Canthigaster punctata
- Canthigaster punctatissima
- Canthigaster pygmaea
- Canthigaster rapaensis
- Canthigaster rivulata
- Canthigaster rostrata
- Canthigaster sanctaehelenae
- Canthigaster smithae
- Canthigaster solandri
- Canthigaster supramacula
- Canthigaster tyleri
- Nyerges gömbhal (Canthigaster valentini)